# 21e régiment d'infanterie vieux-prussien
Pour les articles homonymes, voir 21e régiment.
Le 21e régiment d'infanterie est un régiment d'infanterie prussien créé en 1713 par le général de division Ernst Wladislaus von Dönhoff (de) à Halberstadt dans la province d'Anhalt. L'unité porte le nom du chef respectif et est donc initialement appelée régiment "von Dönhoff".

## Histoire
En 1729/37, le réformateur de l'armée prussienne, le prince Léopold Ier d'Anhalt-Dessau, introduit une première liste d'origine des régiments prussiens, basée sur le principe d'ancienneté. Le régiment "von der Marwitz" reçoit donc le numéro 21. Après les colonels Asmus Ehrenreich von Bredow (1744-1756), Johann Dietrich von Hülsen (1756-1767) et Carl Magnus von Schwerin (de) (1767-1773), Charles-Guillaume-Ferdinand de Brunswick-Wolfenbüttel reçoit le régiment en 1773. Jusqu'à la fin, il est appelé régiment du duc de Brunswick. L'armée prussienne, dirigée par le duc de Brunswick, âgé de plus de 70 ans, affronte les troupes de Napoléon lors de la bataille d'Iéna le 14 octobre 1806, pendant la guerre de la Quatrième Coalition. Au début des combats, le duc est touché par une balle qui lui a soufflé les deux yeux. Le régiment perd son commandant et est ensuite dissous.
| Commandant de régiment                                | Période                             | Désignation                 | Garnisons | Engagement |
| ----------------------------------------------------- | ----------------------------------- | --------------------------- | --- | --- |
| Ernst Wladislaus von Dönhoff (de)                     | 3 avril 1713 au 10 juin 1724        | Régiment "von Donhoff"      | Halberstadt, Aschersleben, Osterwieck, Quedlinbourg, Wernigerode, Bleicherode et Ellrich                                                   | 1715 : Guerre de Poméranie contre la Suède (de)                                                                      |
| Heinrich Karl von der Marwitz (de)                    | 24 1724 au 22 juillet Décembre 1744 | Régiment "von der Marwitz"  | Halberstadt, Quedlinbourg jusqu'en 1796 | 1740-1742 : Première guerre de Silésie                                                                               |
| Asmus Ehrenreich von Bredow                           | 31 1744 au 15 décembre Février 1756 | Régiment "von Bredow"       | Halberstadt, Quedlinbourg jusqu'en 1796 | 1744-1745: Seconde guerre de Silésie                                                                                 |
| Johann Dietrich von Hülsen                            | 25 1756 au 29 février Mai 1767      | Régiment "von Hülsen"       | Halberstadt, Quedlinbourg jusqu'en 1796 | 1756-1763 : Troisième guerre de Silésie                                                                              |
| Carl Magnus von Schwerin (de)                         | 7 juin 1767 au 10 janvier 1773      | Régiment "von Schwerin"     | Halberstadt, Quedlinbourg jusqu'en 1796 | |
| Charles-Guillaume-Ferdinand de Brunswick-Wolfenbüttel | 11 janvier 1773 au 14 octobre 1806  | Régiment "duc de Brunswick" | (1796–1799) Herford, Nienburg, Hille, Salzuflen, Lübbe, Schötmar, Dützen, Eystrup, Rosum, Eichhorst, Osnabrück (jusqu'en 1806) Halberstadt | 1778-1779 : Guerre de Succession de Bavière 1790 : Marche vers la Silésie 1792-1796 et 1806 : Guerres napoléoniennes |